# زمین‌لرزه ۱۹۳۷ فیلیپین
زمین‌لرزه فیلیپین  در تاریخ ۲۰ اوت ۱۹۳۷ میلادی، برابر با ‎۲۹ مرداد ۱۳۱۶، ساعت ۱۱:۵۹:۲۲ به زمان یوتی‌سی در فیلیپین رخ داد. ژرفای این زلزله ۳۵ کیلومتر بود. بزرگی آن ۷٫۳ در مقیاس Mw اعلام شده‌است. زمین‌لرزه به وقت محلی در روز جمعه، ساعت ۱۹ روی داده و منطقه زمانی آن یوتی‌سی +۸ بوده‌است .
سازمان زمین‌شناسی آمریکا نیز جای این زمین‌لرزه را در مختصات ۱۴°۳۰′شمالی ۱۲۱°۳۰′شرقی / ۱۴٫۵°شمالی ۱۲۱٫۵°شرقی و بزرگی آنرا برابر با ۷٫۵ در مقیاس ریشتر اعلام کرده‌است. ژرفای گزارش شده از سوی این سازمان ۶۰ کیلومتر می‌باشد.
سونامی نیز در این زلزله گزارش شده‌است.